# Über Wasser (2021)
Über Wasser ist ein Schweizer Kurzfilm unter der Regie von Jela Hasler aus dem Jahr 2021. Premiere war am 11. Juli 2021 auf den Internationalen Filmfestspielen von Cannes 2021. Seine deutsche Erstaufführung feierte der Film am 17. Januar 2022 auf dem Filmfestival Max Ophüls Preis 2022 in Saarbrücken.

## Handlung
Eli lebt in Zürich und versucht in einem heissen Sommer, aus der Hektik und Enge der Stadt zu fliehen. Doch das Schwimmen am Morgen wirkt nur kurz erholsam. Die junge Frau ist zunächst mit winzigen, dann immer bedeutsamer werdenden Aggressionen aus ihrer Umwelt konfrontiert. Den ganzen Tag über ist sie Sexismus ausgesetzt. Eine gefährlichere Begegnung am Ende führt bei der Figur zu Wut und gleichzeitig zur Erkenntnis von Machtlosigkeit. Als sie das vermeintlich schützende Zuhause erreicht, ist der Zorn in ihrem Inneren bereits so angestiegen, dass sie ihn an ihren Nächsten abreagieren muss: Heftig bricht er aus ihr heraus, aber ohne gravierende Folgen.
Die Erfahrung vom Ende lässt die vermeintlich geringfügigen Ereignisse vom Anfang in einem anderen Licht erscheinen: Die Protagonistin erlebt vielfältige Belästigungen und ist Aggressionen ausgesetzt, die in ihr den Wunsch nach Gegenwehr erzeugen. Zumindest anfangs kann sie diese Impulse aber keinem adäquaten Anlass zuordnen. Sie wird vom Opfer zu einer entschlossen Handelnden.

## Produktion

### Filmstab
Regie führte Jela Hasler, von der auch das Drehbuch stammt. Die Kameraführung lag in den Händen von Andi Widmer, die Musik komponierte Pest Control, und Editor war Florian Geisseler.
In wichtigen Rollen sind Sofia Elena Borsani (Eli) und Giorgina Hämmerli (Giulia) zu sehen.

### Produktionsunternehmen und Förderungen
Produziert wurde der Film von der schweizerischen Produktionsfirma Langfilm, Koproduzent war das Schweizer Radio und Fernsehen (SRF). Als Förderer traten Migros-Kulturprozent, das Aargauer Kuratorium und die Zürcher Filmstiftung in Erscheinung.

### Dreharbeiten und Veröffentlichung
Die Regisseurin sieht den Ursprung ihrer Filmidee in einem vagen Gefühl von Frustration und einem Fluchtimpuls, der jedoch nicht zum Erfolg führt.  Der Film wurde im Frühjahr 2020 entwickelt und im September 2020 in fünf Drehtagen in Zürich gedreht. Die Figuren tragen im Bus einen Mund-Nasen-Schutz, was deutlich macht, dass er während der COVID-19-Pandemie spielt.
Premiere war am 11. Juli 2021 auf den Internationalen Filmfestspielen von Cannes 2021 im Rahmen der Semaine internationale de la critique für junge Talente. In Ägypten lief Über Wasser erstmals auf dem El Gouna Film Festival am 19. Oktober 2021, in Frankreich am 15. Dezember 2021 auf dem Festival de Cinéma Européen des Arcs in Paris.
Seine deutsche Erstaufführung feierte der Film am 17. Januar 2022 auf dem Filmfestival Max Ophüls Preis 2022 in Saarbrücken. Der englischsprachige internationale Titel ist On Solid Ground, der französische Hors de l’eau. Der Weltvertrieb erfolgt über die Short Film Agency Hamburg.

## Kritik
Mariana Hristova lobte in talking shorts Sofia Elena Borsanis fast lautlose Darstellung und ihre Gabe, mit wenig viel auszudrücken. Clea Wanner äusserte in Cinema Anerkennung für die klar aufgebaute Story. Der dramatische Aufbau der Handlung lege geschickt offen, wie sehr die anfänglichen Alltagsszenen verharmlost hätten, und beziehe eine feministische Position. Im Kontext einer kurz vor der Premiere veröffentlichten Studie aus Zürich zur sexuellen Belästigung im öffentlichen Raum sei der Film am Puls der Zeit, so Wanner. Gleichzeitig aber stelle der Film Haslers Beobachtungsgabe für Zwischenmenschliches und Stimmungen unter Beweis.

## Auszeichnungen und Nominierungen
- 2021: Zurich Film Festival: Best Director short film
- 2021: El Gouna Film Festival: Bronze Star Award for Short Film
- 2022: Max Ophüls Preis: Bester Kurzfilm (Dotierung: 5000 Euro) (nominiert)[8]
- 2022: Max Ophüls Preis: Publikumspreis Bester Kurzfilm (Dotierung: 5000 Euro) (nominiert)[8]
- 2022: Schweizer Filmpreis – Bester Kurzfilm[9]
- 2022: Vorauswahl Europäischer Filmpreis – Bester Kurzfilm (nominiert bei den Internationalen Kurzfilmtagen Winterthur 2021)
- 2022: Auszeichnung der Europäischen Schülerjury als bester Kurzfilm des 18. Augenblick Filmfestivals